# Пасодобль
Пасодо́бль (исп. Paso doble — «двойной шаг», «два шага») — испанский танец, имитирующий корриду.
Первое название танца — «испанский уанстеп» («Spanish one-step»), поскольку шаги делаются на каждый счёт. Пасодобль был одним из многих испанских народных танцев, связанных с различными аспектами испанской жизни. Частично пасодобль основан на бое быков. Партнёр изображает тореро, а партнёрша — его мулету или капоте (кусок ярко-красной ткани в руках матадора), иногда — второго тореро, и совсем редко — быка, как правило, поверженного финальным ударом. Характер музыки соответствует процессии перед корридой (el paseíllo), которая обычно проходит под аккомпанемент пасодобля.
В спортивных бальных танцах пасодобль начинают танцевать с возраста Юниоры-1.

## История
Впервые бои быков появились на острове Крит, в Средние века они приобрели популярность в Испании. Начиная с 1700-х годов они начали проводиться в Испании в близком к современному виде (пешая коррида).
Танец впервые был исполнен во Франции в 1920 году, стал популярным в высшем парижском обществе в 1930-х годах, поэтому многие шаги и фигуры имеют французские названия. После Второй мировой войны пасодобль был включён в латиноамериканскую программу спортивных бальных танцев.

## Особенности
Основное отличие пасодобля от других танцев — это позиция корпуса с высоко поднятой грудью, широкие и опущенные плечи, жёстко фиксированная голова, в некоторых движениях наклонённая вперёд и затылком вниз. Такая постановка корпуса соответствует характеру движений матадора. Движения можно интерпретировать как битву матадора с быком. Вес корпуса впереди, но большинство шагов делается с каблука.
Музыка состоит из 3 основных частей («акцентов/тем»). Первая тема делится на вступление и основную часть. Чаще всего третья тема является повторением первой. На соревнованиях по спортивным бальным танцам чаще всего исполняются две первые темы.